# Kaspar Dalgas
Kaspar Buhl Dalgas (* 11. Mai 1976) ist ein ehemaliger dänischer Fußballspieler.

## Karriere

### Verein
Dalgas begann in seiner Heimatstadt beim örtlichen Fodbold Club und dem Boldklub mit dem Fußballspielen. 1994 rückte er in die erste Mannschaft von Vejle BK auf. 1997 wurde er mit seinem Team dänischer Vizemeister.
Am Ende der Saison 1999/2000 stieg Vejle in die 1. Division ab. Dalgas trug mit 19 Saisontoren maßgeblich zum sofortigen Wiederaufstieg in die Superliga bei und wechselte nach der Saison 2000/01 zum Odense BK. Dort gewann er den dänischen Pokal 2002 und wurde mit 22 Saisontoren gleichauf mit Peter Madsen von Brøndby IF Torschützenkönig der Spielzeit 2001/02.
Nach nur einer Saison verließ er Odense und wechselte zu Brøndby IF. Dort wiederholte er den Pokalsieg von Vorjahr und erzielte beim 3:0 im Finale gegen den FC Midtjylland den Führungstreffer für seine Mannschaft. 2005 gewann Brøndby das Double aus Meisterschaft und Pokal. Dalgas konnte während der Saison aufgrund einer langwierigen Knieverletzung jedoch nicht eingesetzt werden. Sein letztes Spiel bestritt er am 10. November 2005, als er im Spiel der Royal League 2005/06 gegen Kalmar FF für 13 Minuten auf dem Platz stand. Während der Saison 2005/06 beendete er im März 2006 seine aktive Laufbahn.

### Nationalmannschaft
Am 9. September 1997 bestritt Dalgas beim 1:0 im Qualifikationsspiel zur EM 1998 gegen Kroatien ein Spiel für die dänische U-21-Nationalmannschaft.

## Erfolge
- Dänischer Meister: 2005
- Dänischer Pokalsieger: 2002, 2003, 2005
- Torschützenkönig der Superliga: 2002